# 5424 Ковінґтон
5424 Ковінґтон (5424 Covington) — астероїд головного поясу, відкритий 12 жовтня 1983 року.
Тіссеранів параметр щодо Юпітера — 3,635.